# Yahoo! Fotos
Yahoo! Fotos foi serviço de compartilhamento de fotos do Yahoo!, Projetado especificamente para o usuários do Yahoo!. O serviço tinha armazenamento ilimitado para fotos, mas era necessário que as fotos fossem nos formatos jpeg/jpg. Usuários criavam álbuns de fotografia individual, classificavam suas fotos e colocá-las nos álbuns correspondentes. Usuários também eram capazes de definir o acesso de seus álbuns, podendo escolher se seriam públicas ou privadas. Em um esforço para tornar mais simples e mais eficiente, o Yahoo possuia uma ferramenta de upload para arrastar e soltar as imagens do computador para o Yahoo! Fotos.
Em março de 2005 Yahoo! comprou o site de compartilhamento fotos, Flickr, e em maio de 2007, anunciou que o Yahoo! Fotos seria descontinuado na quinta-feira 20 setembro, 2007.